# ТЭЦ Щецин
ТЭЦ Щецин – теплоэлектроцентраль в одноименном городе на северо-западе Польши.

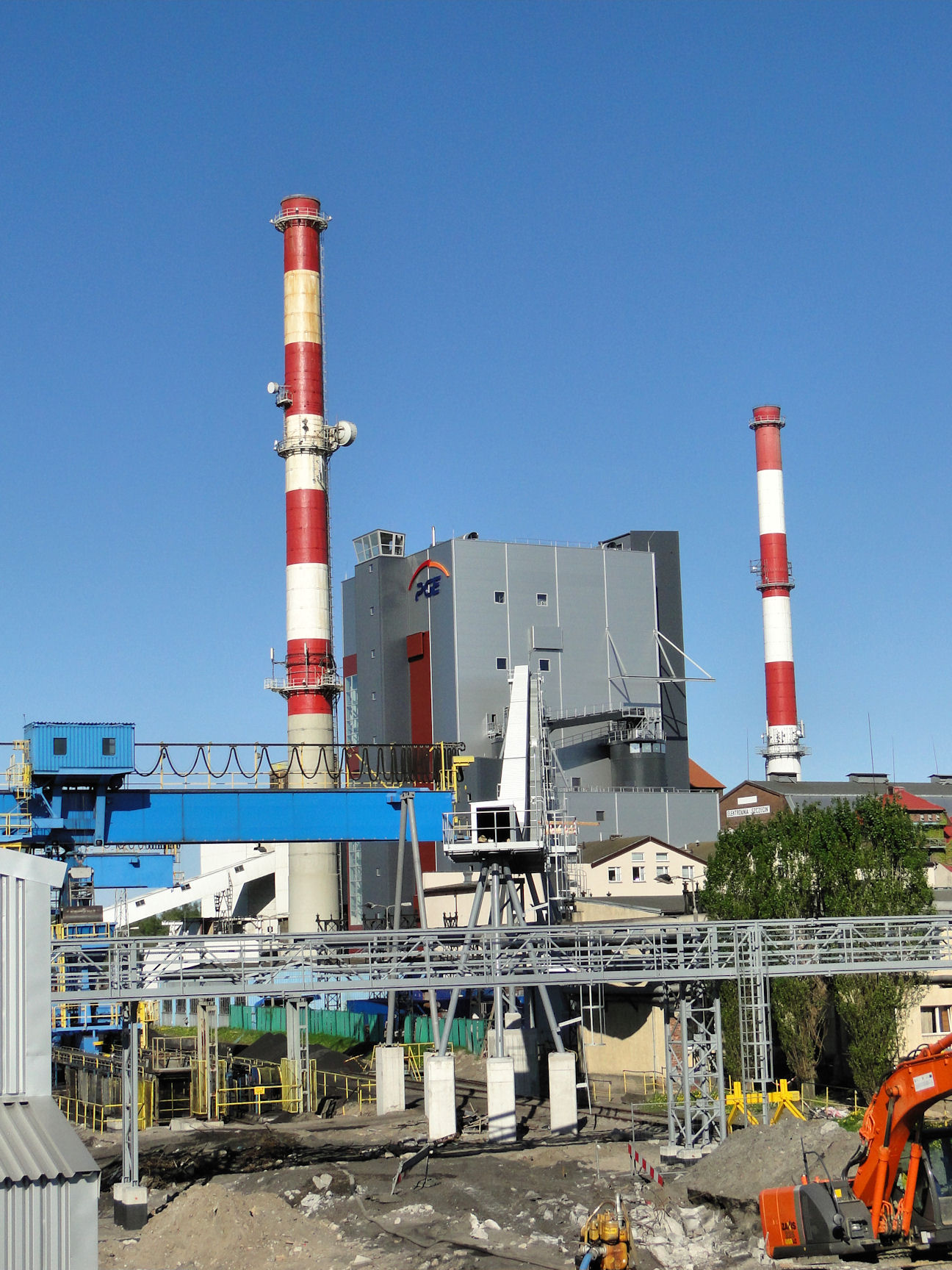
Котел на биомассе

В 1916 году в Штеттине (который на тот момент принадлежал Германии) начала работать муниципальная угольная электростанция Gross Kraftwek Stettin, которая после нескольких расширений достигла в 1934 году мощности 86,8 МВт. Электростанция, оснащенная турбинами местного производителя Aktien-Gesellschaft Vulcan Stettin, завершила свое существование в 1945 году, когда ее оборудование было вывезено в СССР.
После войны поляки, ставшие новыми владельцами города, взялись за восстановление площадки. В частности, между 1952 и 1958 годами здесь была построена центральная котельня с пятью угольными паровыми котлами: одним производства Cegielski, способным производить 40 тонн пара в час, двумя от австрийской компании Pauker с показателями по 130 тонн в час и двумя изготовленными WEB DAMEK-EKM, которые обеспечивали по 50 тонн пара в час.
В 1970 году станцию адаптировали для поставки тепловой энергии левобережной части Щецина. А в 1975 году для покрытия пиковых нагрузок в теплосистеме смонтировали водогрейный котел советского производства PTWM 50 мощностью 42 МВт, предназначенный для работы на мазуте.
В 2000 году на ТЭЦ установили новую теплофикационную турбину 4UCK65 производства филиала концерна Alstom в Эльблонге (до 1990 года выпускала продукцию под маркой Zamech). С 2012 года она получает питание от котла на биомассе OF-230.
По состоянию на вторую половину 2010-х годов электрическая мощность станции составляла 76 МВт при тепловой мощности на уровне 162 МВт (в том числе 120 МВт за счет указанной выше теплофикационной турбины).